# Callicarpa
Callicarpa este un gen de plante magnoliofite ce cuprinde circa 145 de specii.